# París-Roubaix 2016
La 114.ª edición de la París-Roubaix, fue una clásica ciclista que se disputó el domingo 10 de abril de 2016 sobre un recorrido de 257,5 km entre Compiègne y Roubaix en Francia
El recorrido fue prácticamente igual que la edición 2015, con 27 sectores de pavé, completando así 52,8 km de este terreno.
Formó parte del UCI WorldTour 2016, siendo el 3.º monumento de la temporada ciclística, correspondiente a la décima carrera del calendario de máxima categoría mundial.

## Recorrido
La carrera se ejecutó sobre una distancia de 257,5 kilómetros, incluyendo 52,8 kilómetros de zonas de pavé dividido en veintisiete tramos.
| 27  | 98,5  | Troisvilles-Inchy                       | 2200 | * · * · *         |
| 26  | 105   | Viesly-Quiévy                           | 1800 | * · * · *         |
| 25  | 108   | Quiévy-Saint-Python                     | 3700 | * · * · * · *     |
| 24  | 112,5 | Saint-Python                            | 1500 | * · *             |
| 23  | 120,5 | Vertain-Saint-Martin-sur-Écaillon       | 2300 | * · * · *         |
| 22  | 130   | Verchain-Maugré-Quérénaing              | 1600 | * · * · *         |
| 21  | 133,5 | Quérénaing-Maing                        | 2500 | * · * · *         |
| 20  | 136,5 | Maing-Monchaux-sur-Écaillon             | 1600 | * · * · *         |
| 19  | 149,5 | Haveluy-Wallers                         | 2500 | * · * · * · *     |
| 18  | 158   | Trouée d'Arenberg                       | 2400 | * · * · * · * · * |
| 17  | 164   | Wallers-Hélesmes                        | 1600 | * · * · *         |
| 16  | 170,5 | Hornaing-Wandignies-Hamage              | 3700 | * · * · * · *     |
| 15  | 178   | Warlaing-Brillon                        | 2400 | * · * · *         |
| 14  | 181,5 | Tilloy-lez-Marchiennes-Sars-et-Rosières | 2400 | * · * · * · *     |
| 13  | 188   | Beuvry-la-Forêt-Orchies                 | 1400 | * · * · *         |
| 12  | 193   | Orchies                                 | 1700 | * · * · *         |
| 11  | 199   | Auchy-lez-Orchies-Bersée                | 2700 | * · * · * · *     |
| 10  | 204,5 | Mons-en-Pévèle                          | 3000 | * · * · * · * · * |
| 9   | 210,5 | Mérignies-Avelin                        | 700  | * · *             |
| 8   | 214   | Pont-Thibaut-Ennevelin                  | 1400 | * · * · *         |
| 7   | 220   | Moulin-de-Vertain                       | 500  | * · *             |
| 6-2 | 226,5 | Cysoing-Bourghelles                     | 1300 | * · * · * · *     |
| 6-1 | 229   | Bourghelles-Wannehain                   | 1100 | * · * · *         |
| 5   | 233,5 | Camphin-en-Pévèle                       | 1800 | * · * · * · *     |
| 4   | 236,5 | Carrefour de l'Arbre                    | 2100 | * · * · * · * · * |
| 3   | 238,5 | Gruson                                  | 1100 | * · *             |
| 2   | 245,5 | Willems-Hem                             | 1400 | * · *             |
| 1   | 252   | Roubaix                                 | 300  | *                 |

## Clasificación Final
| Posición | Ciclista             | Equipo           | Tiempo          |
| -------- | -------------------- | ---------------- | --------------- |
| 1.º      | Matthew Hayman       | Orica GreenEDGE  | 5 h 51 min 53 s |
| 2.º      | Tom Boonen           | Etixx-Quick Step | m.t.            |
| 3.º      | Ian Stannard         | Sky              | m.t.            |
| 4.º      | Sep Vanmarcke        | LottoNL-Jumbo    | m.t.            |
| 5.º      | Edvald Boasson Hagen | Dimension Data   | a 3 s           |
| 6.º      | Heinrich Haussler    | IAM              | a 1 min         |
| 7.º      | Marcel Sieberg       | Lotto-Soudal     | m.t.            |
| 8.º      | Aleksejs Saramotins  | IAM              | m.t.            |
| 9.º      | Imanol Erviti        | Movistar         | a 1 min 7 s     |
| 10.º     | Adrien Petit         | Direct Énergie   | a 2 min 20 s    |

| 11.º | Peter Sagan        | Tinkoff-Saxo               | m.t.         |
| 12.º | Maarten Wynants    | LottoNL-Jumbo              | m.t.         |
| 13.º | Oliver Naesen      | IAM                        | m.t.         |
| 14.º | Luke Rowe          | Sky                        | m.t.         |
| 15.º | Ramon Sinkeldam    | Giant-Alpecin              | m.t.         |
| 16.º | Dylan Van Baarle   | Cannondale                 | m.t.         |
| 17.º | Bert De Backer     | Giant-Alpecin              | m.t.         |
| 18.º | Luke Durbridge     | Orica GreenEDGE            | a 4 min 40 s |
| 19.º | Marcus Burghardt   | BMC                        | a 5 min 48 s |
| 20.º | Christophe Laporte | Cofidis, Solutions Crédits | a 6 min 18 s |